# マリア・ヴァレフスカ

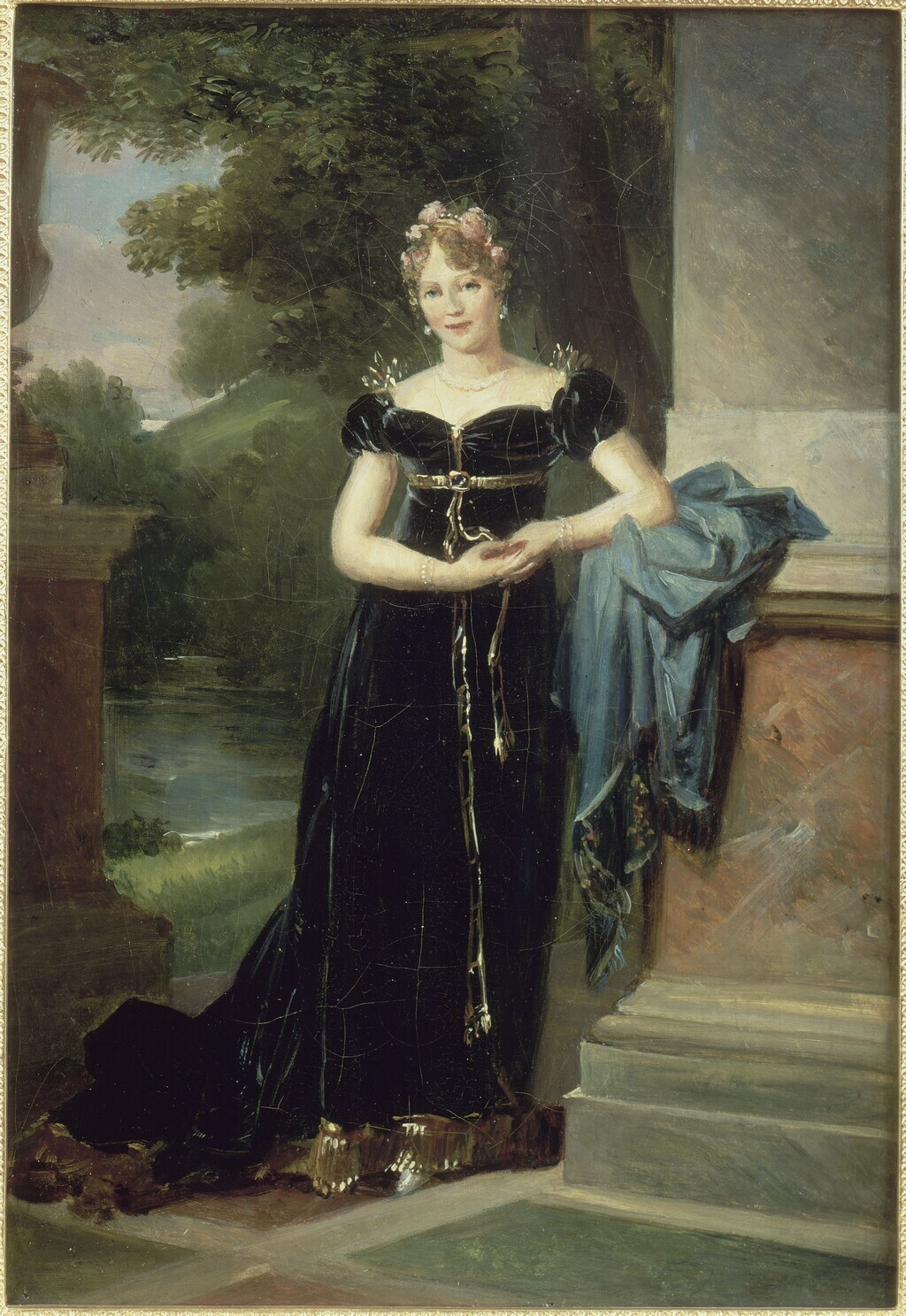
マリア・ヴァレフスカ

マリア・ヴァレフスカ（Maria Walewska; フランス語: Marie Walewska; 旧姓 (Maria) Łączyńska; 1786年12月7日 - 1817年12月11日）は、ナポレオン1世の愛人として知られる人物。はじめはポーランドの名門貴族ヴァレフスキ伯爵の妻だった。

## 生涯
1786年、マリアはポーランド、ウォヴィチ付近の村・ブロドノで、ポーランド貴族ウォンチニスキ（Łączyński）家の4人目の子供として生まれた。父はマテウシュ・ワチンスキ（Mateusz Łączyński）、母はエヴァ・ザボロフスカ（Ewa Łączyńska-Zaborowska）。
ウォンチニスキ家は由緒正しい名門貴族だったが、5人の子供たちを抱え、生活は苦しかった。これには、1772年の第1回ポーランド分割でほとんどの領地をプロイセン王国に取られてしまったことが大きく影響していた。しかも、ポーランド義勇軍に入っていたマリアの父マテウシュ・ウォンチニスキは、1794年にマチェヨヴィーツェの戦いでロシア兵に殺された。これを機にますます一家の生活は苦しくなっていった。このことが後のマリアの強い愛国心になっていったと思われる。

### ヴァレフスキ伯爵との結婚
マリアが16歳になった時、美しく成長した彼女を見たアナスターシィ・コロンナ・ヴァレフスキ伯爵が、ウォンチニスキ家の借金を肩代わりする代わりに彼女と結婚したいと申し入れてきた。ヴァレフスキ伯爵はそれまでに2度妻と死別していた。結局、マリアの母のエヴァは家を救うためにこの結婚を承知した。しかし、ヴァレフスキ伯爵はマリアより46歳も年上でこの時62歳であり、既に成人した一番下の孫娘でさえマリアより6歳年上だった。この縁談にショックを受けた彼女は肺炎になった。
1804年6月18日、マリアはヴァレフスキ伯爵と結婚した。1805年の6月13日、マリアは長男のアントニを出産した。不幸な結婚をした彼女は、信仰と愛国心に心の慰めを見出していたようである。

### ナポレオンとの出会い

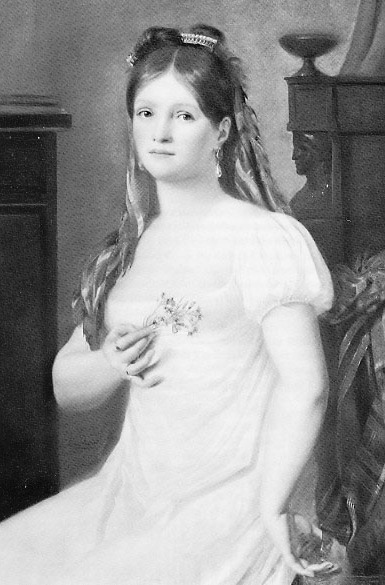

やがて彼女に大きな転機が訪れる。1806年12月18日にナポレオンがワルシャワを訪れた。ナポレオンとフランス軍は、ポーランドの救い主として熱狂的な歓迎を受けた。1807年1月7日、フランス外相タレーラン主催の舞踏会にマリアは夫と共に出席し、ナポレオンと出会った。美しい伯爵夫人にナポレオンは一目ぼれした。マリアにはタレーランやその息子のシャルル・ド・フラオも好感を抱いていたようである。ナポレオンは早速、花束や手紙を贈らせて彼女に求愛したが、信仰心が強く貞淑な彼女はこれをことごとく無視した。
しかし、ナポレオンにポーランド復興の期待をかけた、最後のポーランド国王スタニスワフ2世の甥ユゼフ・アントニ・ポニャトフスキや他の多くのポーランド人たちがヴァレフスキ伯爵の邸を訪れ、ポーランドのためにナポレオンの求愛に応えてくれるようマリアに頼んだ。夫のヴァレフスキ伯爵も承諾し、彼女はナポレオンの愛人になった。
自ら愛人になることを望んだわけではなかったが、次第にマリアはナポレオンを本当に愛するようになっていった。彼女はおだやかで慎ましく、欲がなく純真な性格で、ナポレオンもそれまでの愛人たちとは違う彼女を深く愛するようになった。マリアとのことを聞いて急遽ポーランドに向かったジョゼフィーヌをすげなく帰させるほどだった。ナポレオンは彼女を「ポーランドの妻」と呼んだ。1808年の4月から、2人は東プロイセンのフィンケンシュタイン城で6週間を共に過ごした。

### 出産
1809年、9月にマリアから妊娠を告げられたナポレオンは自らの生殖能力に自信を抱き、ヨーロッパ君主の皇女たちと縁組することを考え始めた。エレオノール・ドニュエル（部下かつ妹カロリーヌの夫ジョアシャン・ミュラとも関係を持っていた）の時とは違って、間違いなく今度はナポレオンの子供だったからである。
ナポレオンにはっきりと告げられなかったものの、マリアは彼がジョゼフィーヌと離婚するつもりでいることに気づいていたらしい。しかし、自分とナポレオンとの先行きに何か不安を感じたらしく、「たとえあなたが私を愛さなくなっても、私はあなたを愛していることを忘れないでいて」と彫らせた、金とエナメルでできた指輪を贈った。その指輪には自分の髪の毛も一筋巻きつけていた。マリアの不安は的中し、ナポレオンはジョゼフィーヌと12月に離婚した後、オーストリア皇女マリー・ルイーズと結婚するつもりでいることを知った。マリアは彼の計画の邪魔になってはとポーランドに帰った。ナポレオンは自分の野心のためにマリアを捨てたのであった。
1810年、4月2日にナポレオンとマリー・ルイーズは結婚した。念願の王室との縁組をしたナポレオンにはマリアに関わっている暇はなかった。一方マリアは同年5月4日、息子アレクサンドルを出産した。この子供はヴァレフスキ伯爵の子供として認知されることになった。

### ナポレオンの退位
1812年、ヴァレフスキ伯爵の妻でいることが苦痛で耐えられなくなっていたマリアは、7月18日に裁判所に離婚要求の書類を出し、それが8月23日に認められて夫と離婚した。しかし、晴れて自由の身となっても、誰とも結婚しようとはしなかった。彼女が愛しているのはナポレオンだけだった。
その後、ナポレオンの兄弟姉妹たちとナポリで過ごしたりしたこともあった。彼らはみなマリアに好感を抱いた。1813年の春にはジョゼフィーヌから、マルメゾン城に息子のアレクサンドルと共に招待された。彼女はこの対面に気が進まなかったが、ジョゼフィーヌは彼女の人柄に非常に好感を抱き、それからは2人に贈り物をするようになった。ジョゼフィーヌは後にマリアについて、彼女の侍女のアヴリオン夫人の回顧録によると「本質的に性格が良く優しい彼女から、何も苦痛は与えられなかった」と言っている。
1814年、4月6日に皇帝を退位したナポレオンを心配したマリアは、4月13日にフォンテーヌブロー宮殿に駆けつけた。彼女はナポレオンの部屋に通されるのを朝から夜までずっと待っていた。しかし、ナポレオンは部屋で毒薬自殺を図り、ぐったりとしている状態であった。ついにマリアはあきらめ、自分の姿が人に見られてはと黙って帰っていった。同年8月31日にはナポレオンに呼ばれてエルバ島に行ったが、マリー・ルイーズの件があるため、すぐに帰らなければならなかった。
復位の後1815年、ワーテルローの戦いで敗れたナポレオンと最後の別れをするため、6月28日、マリアはアレクサンドルを連れてマルメゾン城を訪れた。マリアは1時間ほどナポレオンと過ごした。そして彼女は涙ながら、セント・ヘレナ島に連れて行って欲しいと言った。

### 晩年
マリアはナポレオンと別れた心痛が原因で、食べ物をほとんど食べなくなっていった。彼女の体は痩せ細り、体調も悪化していった。その後彼女は、ナポレオンの又従弟フィリップ・アントワーヌ・ドルナノ伯爵と1815年9月7日に結婚した。ドルナノからの熱烈なアプローチとプロポーズを何度も断っていたが、自分の弱っていく体と子供たちの将来を考え、渋々結婚を承諾した。ナポレオンはセント・ヘレナ島に流されてからマリアの肖像画を飾っていたという。そしてマリアが贈った指輪は、最後までナポレオンの指にはめられていた。
その後、1816年6月9日、ロドルフ・オーギュスト・ドルナノを出産したが、腎機能の悪化と彼との別れによる心痛から、彼女の体調は重体になった。食べものをほとんど食べようとせず、やせ細り、自分で動くことも出来なくなり、死期が近いことを悟ったマリアは、ドルナノに頼んでフランスのブローニュの森に連れて行ってもらった。
マリアは1817年12月11日に31歳で亡くなった。アレクサンドルは後にフランスに亡命し、外務大臣となって従兄のナポレオン3世に仕えた。1970年には、マリア・ヴァレフスカは偉大な愛国者の一人として、ポーランドで切手になった。

## マリア・ヴァレフスカを扱った作品
- マリア・ヴァレフスカとナポレオンを扱った映画では、アメリカ製作で1937年公開の『征服』がある。ヨーロッパ諸国では好評だったが、アメリカでの評判は今一つだった。主演はナポレオンをシャルル・ボワイエが、マリア・ヴァレフスカをグレタ・ガルボが演じた。